# Andrea Agnaletti
Andrea Agnaletti (Regalbuto, 24 settembre 1932 – Tivoli, 22 marzo 2015) è stato un politico italiano.

## Biografia

### Attività politica

#### Elezione a deputato
Alle elezioni politiche del 1994 viene eletto deputato della XII legislatura della Repubblica Italiana nel collegio Tivoli della Circoscrizione Lazio 1 per il Centro Cristiano Democratico.